# Водни лилии (род)
Водните лилии (Nymphaea) са род водни растения от семейство водни лилии (Nymphaeaceae), характеризиращ се с глобално разпространение. Много от видовете се отглеждат като декоративни растения и са селектирани много културни сортове. Някои от таксоните са интродуцирани видове на места, където не се срещат в естествено състояние.
Названието на рода идва от гръцката дума νυμφαια, nymphaia и латинската nymphaea, което е вдъхновено от нимфите от гръцката и римската митология.

## Описание
Водните лилии са водни многогодишни коренищни растения. Листата израстват от коренището на дълги дръжки и повечето плават на повърхността на водата. Цветовете излизат от водата или също плават на повърхността, като могат да се отварят или денем, или нощем. Всеки цвят има 8 венчелистчета в цветови нюанси на бялото, розовото, синьото или жълтото. В центъра има много тичинки. Цветовете на водните линии са ентомофилни, т.е. се опрашват от насекоми, често бръмбари. Плодът на водната лилия прилича на дребно безкостилково плодче.

## Класификация
Това е един от няколкото рода растения, които често биват наричани „лотоси“. Родът не е свързан с легумния род Lotus или с китайските и индийските лотоси от род Nelumbo. По-тясно свързан е обаче с лотосите Nuphar. При род Nymphaea, венчелистчетата са много по-големи от чашелистчетата, докато при Nuphar венчелистчетата са много по-малки. Процесът на съзряване на плода също се различава, като плодът при Nymphaea потъва под водната повърхност веднага щом цветето се затвори, докато плодът на Nuphar остава над повърхността на водата.
В рода са известни около 36 вида:
Род Водни лилии
- Вид Nymphaea alba – бяла водна лилия
- Вид Nymphaea amazonum – амазонска водна лилия
- Вид Nymphaea ampla
- Вид Nymphaea blanda
- Вид Nymphaea caerulea – син египетски лотос
- Вид Nymphaea calliantha
- Вид Nymphaea candida – снежнобяла водна лилия
- Вид Nymphaea capensis
- Вид Nymphaea colorata
- Вид Nymphaea conardii
- Вид Nymphaea elegans – тропическа кралскосиня водна лилия
- Вид Nymphaea fennica
- Вид Nymphaea flavovirens
- Вид Nymphaea gardneriana
- Вид Nymphaea gigantea – гигантска водна лилия
- Вид Nymphaea glandulifera
- Вид Nymphaea heudelotii
- Вид Nymphaea jamesoniana – водна лилия на Джеймс
- Вид Nymphaea leibergii – водна лилия на Лейберг
- Вид Nymphaea lotus – египетска водна лилия
- Вид Nymphaea macrosperma
- Вид Nymphaea mexicana – жълта водна лилия
- Вид Nymphaea micrantha
- Вид Nymphaea nouchali – син лотос
- Вид Nymphaea odorata – ароматна водна лилия
- Вид Nymphaea pubescens – червена водна лилия
- Вид Nymphaea rubra – индийска червена водна лилия
- Вид Nymphaea rudgeana
- Вид Nymphaea stuhlmannii
- Вид Nymphaea sulfurea
- Вид Nymphaea tetragona – водна лилия пигмей
- Вид Nymphaea thermarum
- Вид Nymphaea violacea